# Chicago XI
Chicago XI è il nono album discografico in studio del gruppo musicale statunitense Chicago, pubblicato nel 1977.

## Tracce
1. Mississippi Delta City Blues – 4:39
2. Baby, What a Big Surprise – 3:04
3. Till the End of Time – 4:49
4. Policeman – 4:02
5. Take Me Back to Chicago – 5:17
6. Vote for Me – 3:47
7. Takin' It on Uptown – 4:45
8. This Time – 4:44
9. The Inner Struggles of a Man – 2:44
10. Prelude (Little One) – 0:52
11. Little One – 5:40

## Formazione
Gruppo
- Peter Cetera - basso, voce
- Terry Kath - chitarre, voce, percussioni
- Robert Lamm - tastiere, voce
- Lee Loughnane - tromba, voce
- James Pankow - trombone, voce, tastiere, percussioni
- Walter Parazaider - legni
- Danny Seraphine - batteria, percussioni
- Laudir de Oliveira - percussioni

Collaboratori
- David "Hawk" Wolinski - synth, Fender Rhodes
- James William Guercio - chitarra, basso
- Tim Cetera, Carl Wilson, Chaka Khan - cori